# British Touring Car Championship 1992
British Touring Car Championship 1992 var den 35:e säsongen av det brittiska standardvagnsmästerskapet, British Touring Car Championship. Mästare blev Tim Harvey i BMW.

## Tävlingskalender
| Bana                            | Segrare      | Märke    |
| ------------------------------- | ------------ | -------- |
| Silverstone Circuit             | John Cleland | Vauxhall |
| Thruxton Circuit                | John Cleland | Vauxhall |
| Oulton Park                     | Andy Rouse   | Toyota   |
| Snetterton Motor Racing Circuit | Will Hoy     | Toyota   |
| Brands Hatch                    | John Cleland | Vauxhall |
| Donington Park                  | Will Hoy     | Toyota   |
| Donington Park                  | Tim Harvey   | BMW      |
| Silverstone Circuit             | Jeff Allam   | Vauxhall |
| Knockhill Racing Circuit        | Jeff Allam   | Vauxhall |
| Knockhill Racing Circuit        | Tim Harvey   | BMW      |
| Pembrey Circuit                 | Tim Harvey   | BMW      |
| Brands Hatch                    | Tim Harvey   | BMW      |
| Brands Hatch                    | Tim Harvey   | BMW      |
| Donington Park                  | Tim Harvey   | BMW      |
| Silverstone Circuit             | Andy Rouse   | Toyota   |

## Slutställning
| Plats | Förare       | Märke    | Poäng |
| ----- | ------------ | -------- | ----- |
| 1     | Tim Harvey   | BMW      | 152   |
| 2     | Will Hoy     | Toyota   | 149   |
| 3     | John Cleland | Vauxhall | 145   |
| 4     | Jeff Allam   | Vauxhall | 137   |
| 5     | Andy Rouse   | Toyota   | 128   |
| 6     | Steve Soper  | BMW      | 77    |
| 7     | David Leslie | Vauxhall | 66    |
| 8     | Tim Sudgen   | BMW      | 43    |
| 9     | Alain Menu   | BMW      | 27    |
| 10    | James Kaye   | Toyota   | 19    |